# EML Kalev (M414)
Le EML Kalev (M414) est un dragueur de mines de Marine estonienne qui a servi de 1997 à 2004. Auparavant, il a servi dans la Deutsche Marine de 1967 à 1997 sous le nom de Minerva M2663 . Il est désormais navire musée depuis 2004 à quai du musée maritime estonien à Tallinn .

## Historique
L'EML Kalev (M414) a été construit en Allemagne de l'Ouest, dans le chantier naval Krögerwerft à Rendsburg. Le navire a été lancé le 25 août 1966 et est entré en service le 16 juin 1967. C'était l'un des dix navires de la classe 394 ayant le port d'attache de Neustadt in Holstein. La marine allemande a mis hors service cinq de ces navires en 1995 ; Minerva ("Kalev") et sa sœur Diana ("Olev") ont été confiées à la marine estonienne. Lors de la cérémonie de remise, le navire a reçu le nom estonien Kalev. Une troisième unité Ondinea été remis à la marine estonienne en 2001 sous le nom de "Vaindlo". 

### Préservation
En 2004, la marine estonienne a mis les navires hors service et le Kalev a été remis au Musée maritime estonien de Tallinn situé à Hydroaéroport de Tallinn 

## Galerie

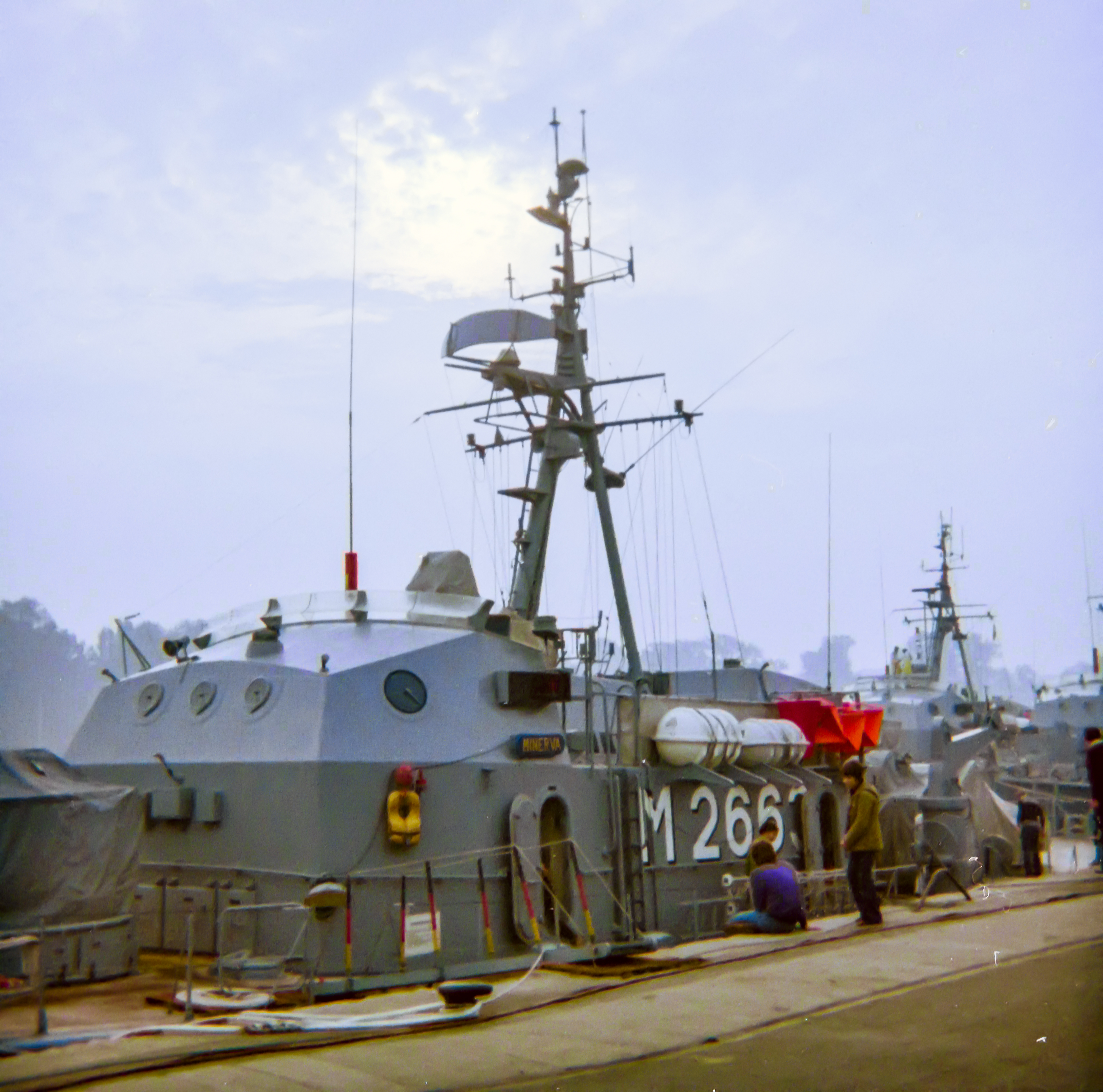
M2663 Minerva en 1979
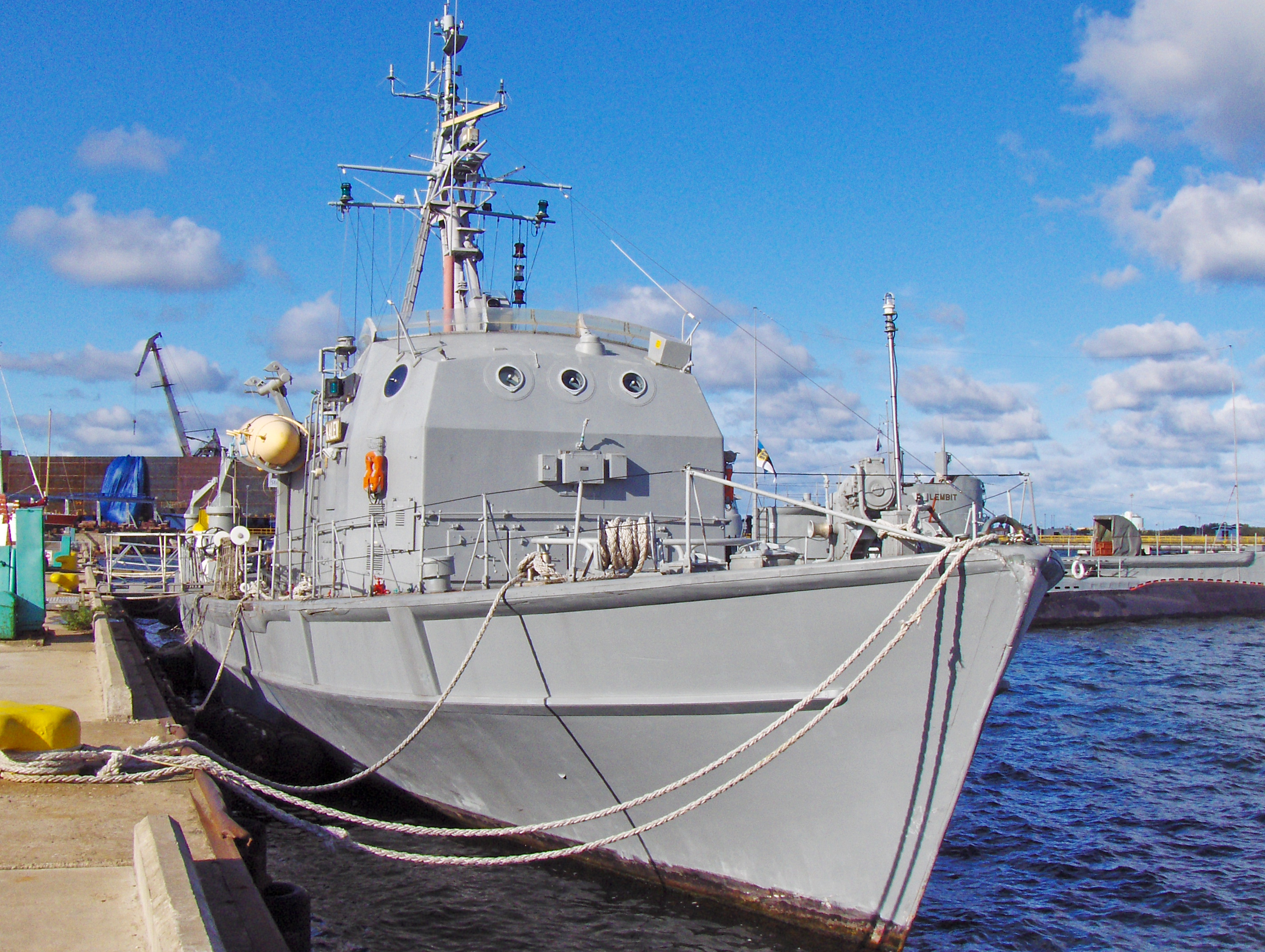
Kalev a Tallinn
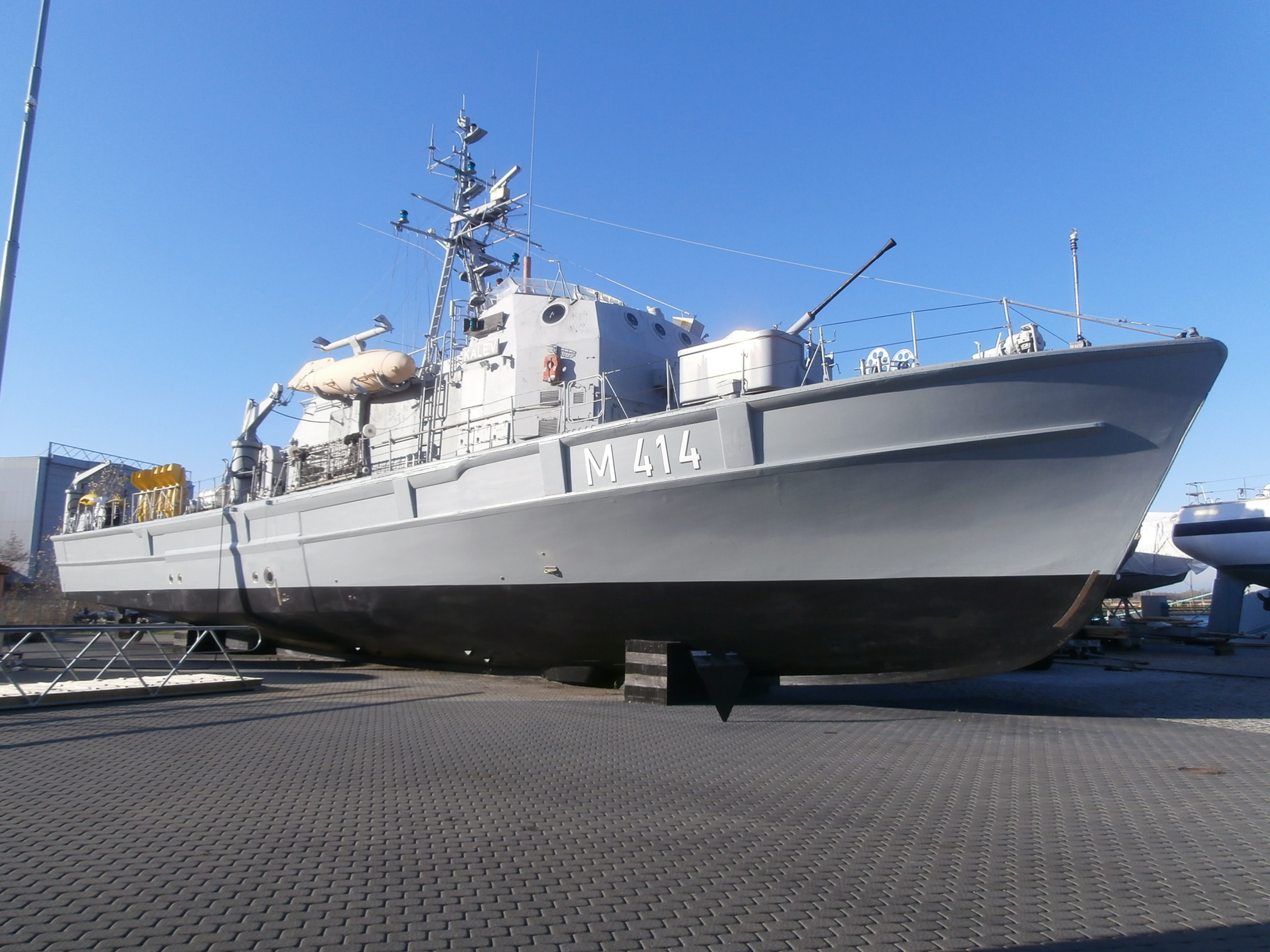
M414 Kalev en 2014

### Articles annexes
- Musée maritime estonien
- Sous-marin EML Lembit
- Baliseur PVL-109 Valvas
- Brise-glace Suur Tõll